# 萨尔帕尼
萨尔帕尼 (Sarpanit、Sarpanitu、Ṣarpanitu、Zarpanit、Zirpanet、Zerpanitum、Zerbanitu、Zirbanit) 是巴比伦主神马尔杜克的配偶、出生女神。 在马尔杜克称为美索不达米亚至高神之前，她就已经是马尔杜克的妻子, 出现在巴比伦国王苏姆拉埃尔和萨姆苏·伊路那的铭文中。 一些研究人员认为她是"神圣妻子的典范"之一。